# Mount Cook

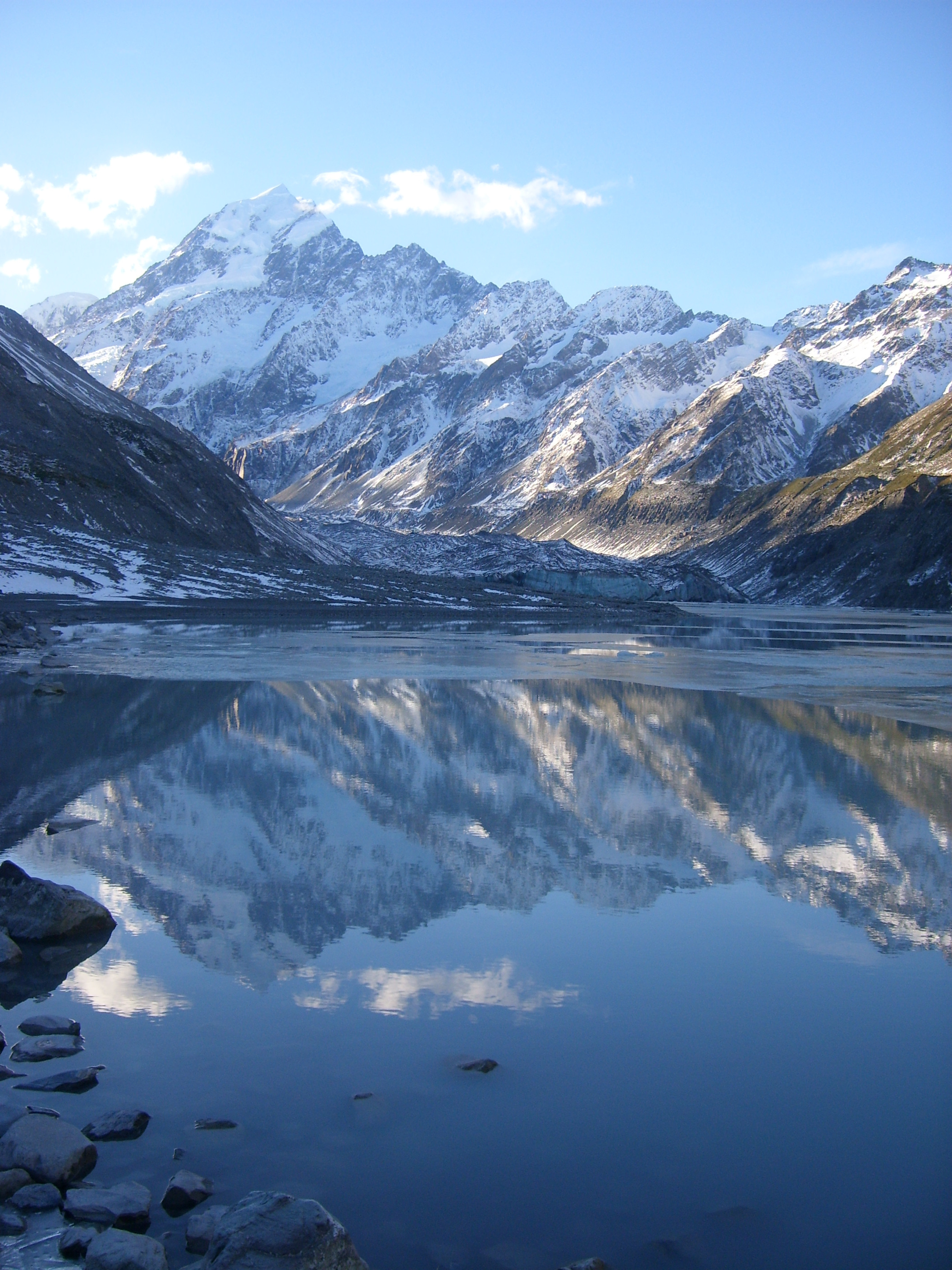
Mount Cook v zimě

Mount Cook, maorsky Aoraki, je s výškou 3724 m n. m. nejvyšší horou Nového Zélandu. Vrchol se nachází v Jižních Alpách, v pohoří, které se táhne podél západního pobřeží Jižního ostrova Nového Zélandu. Aoraki je populární turistickou i horolezeckou destinací. Lemují ji Tasmanův a Hookerův ledovec.

## Umístění
Hora je součástí Národního parku Aoraki/Mount Cook. Národní park byl oficiálně vyhlášen v roce 1953 a společně s Národním parkem Westland a několika dalšími chráněnými oblastmi je od roku 1990 zapsán na Seznamu světového dědictví UNESCO (pod společným označením Te Wahipounamu – South West New Zealand). Park obsahuje více než 140 vrcholů, tyčících se výš nežli 2 000 metrů, a 72 pojmenovaných ledovců, pokrývajících 40 % ze 700 kilometrů čtverečních národního parku. Každoročně zde přes léto trénuje rakouská lyžařská reprezentace.
Vesnice Mount Cook Village (také známá jako The Hermitage, v překladu Poustevna) funguje jako turistické centrum a základní kemp. Leží 4 km od úpatí Tasmanova ledovce, 12 km jižně od vrcholu Aoraki.

## Původ jména
Aoraki znamená „napichovač mraků“ v dialektu maorského kmene Ngāi Tahu. Anglické jméno připomíná kapitána Jamese Cooka, který jako první Evropan obeplul ostrovy Nového Zélandu v roce 1770.